# البطولات الأسترالاسية 1921 (كرة مضرب)
هنا قائمة بالبطولات الأسترالاسية لكرة المضرب, المعروفة الآن باسم أستراليا المفتوحة لسنة 1921:

## فردي رجال
رهايس جيمميل هزم ألف هيديمان 7-5 6-1 6-4